# Álvio de Lindsey

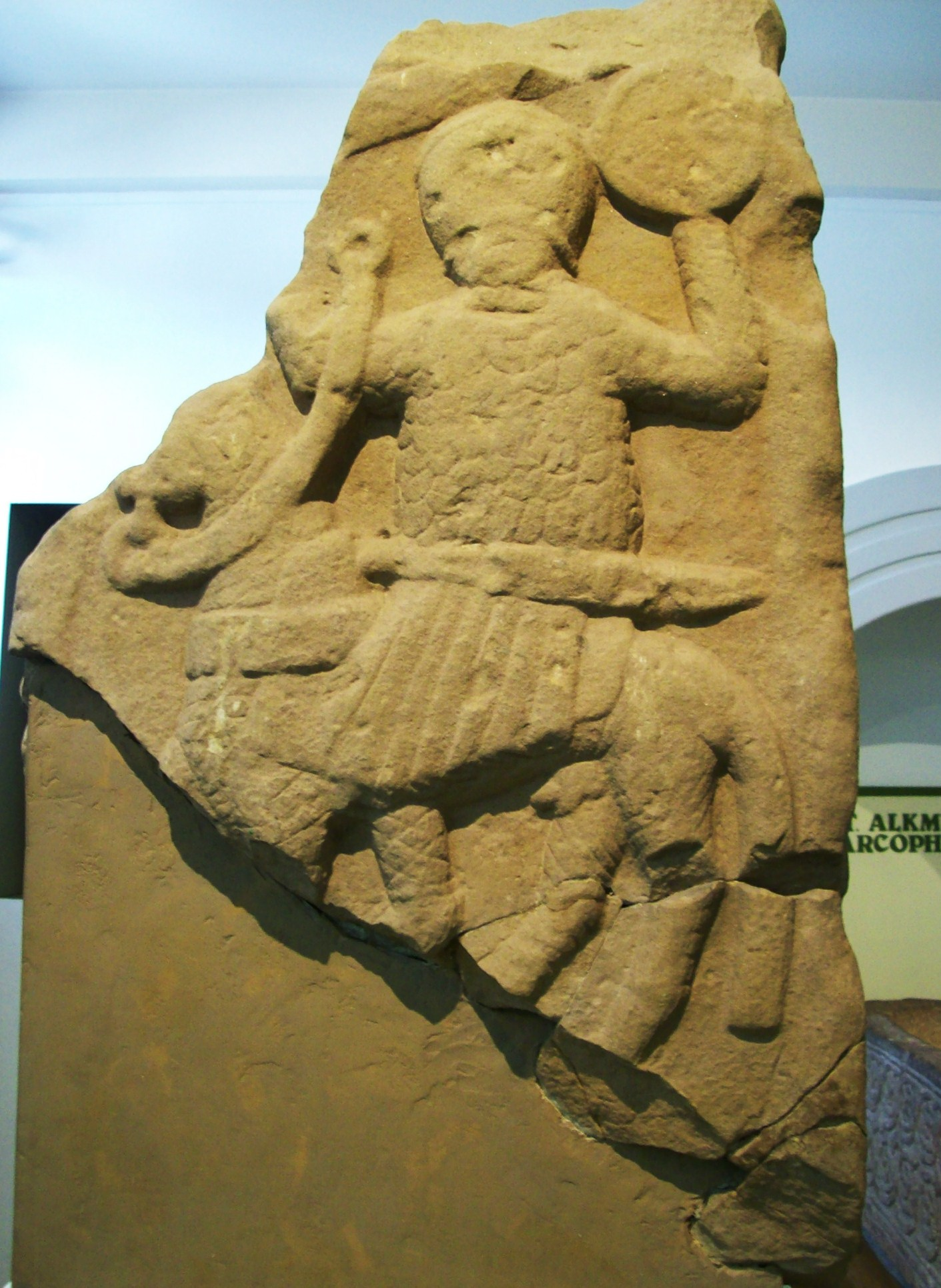
Pedra de Repton que talvez represente Etelbaldo

Álvio ou Aluísio (em latim: Alwisius; em inglês antigo: Alwig Alhuig, Alowioh, Aluuich, Aluuig, Alwius) foi bispo de Lindsey de 733 até 750.

## Vida
Em 733, quando recebeu o pálio da autoridade apostólica, o arcebispo Tatuíno ordenou Álvio como bispo de Lindsey e Sigefrido como bispo de Selsey. Em 737/740, testemunha o documento do rei Etelbaldo da Mércia que dava 20 hidas em Aston Blank e Notgrove, no Condado de Glócester, para Osredo. Em 742, testemunha documento de Etelbaldo que confirmou os privilégios das igrejas do Reino de Câncio. Em 747, participou no Concílio de Clovecho presidido pelo arcebispo Cuteberto. Morreu em 750.